# Nova Lipovica
 Nova Lipovica je naselje u Republici Hrvatskoj u Požeško-slavonskoj županiji, u sastavu općine Čaglin.

## Zemljopis
Nova Lipovica je smještena oko 5 km zapadno od Čaglina, susjedna sela su Latinovac na jugu i Poreč na sjeveru.

## Stanovništvo
Prema popisu stanovništva iz 2001. godine Nova Lipovica je imala 48 stanovnika, dok je prema popis stanovništva iz 1991. godine imala 42 stanovnika većinom srpske i hrvatske nacionalnosti.
| broj stanovnika |       |       |       |       |       |       |       | 68    | 52    | 91    | 93    | 74    | 45    | 42    | 48    | 37    | 22    |
|                 | 1857. | 1869. | 1880. | 1890. | 1900. | 1910. | 1921. | 1931. | 1948. | 1953. | 1961. | 1971. | 1981. | 1991. | 2001. | 2011. | 2021. |